# 公費負担医療

各国調査「病人に医療を提供することは政府の責任であるか?」
青はそうすべき、水色はおそらくそうすべき、橙はおそらくすべきではない、赤はすべきではない

公費負担医療（こうひふたんいりょう、Publicly funded health care）とは、医療費の全額もしくは大部分を公的管理された基金が負担する公的扶助制度。

## 各国の制度

OECD各国の財源別保健支出。
水色は政府一般歳出、紫は社会保険、赤は自己負担、橙は民間保険、緑はその他

北欧諸国、イギリス、イタリアでは、政府により管理・供給される公費負担医療制度が存在する。

### ヨーロッパ
- イギリスの医療においては、国民保健サービスの入院および外来診察は無料である[2]。処方薬については有料で定額制だが、60歳以上・16歳未満・16〜18歳のフルタイム学生・妊婦および産後1年以内・指定病患者・身体障碍者・軍人年金・NHS入院患者・低所得者については無料[2]。
- イタリアの医療では、イギリスに類似した国民保健サービス（SSN）の公費負担医療である。
- アイルランドの医療は一般税収を主な財源としており、ミーンズテスト該当者はMedicalCardが交付され全額公費負担となる。

北欧諸国では、高福祉高負担のノルディックモデル福祉国家として運営されている。
- デンマークの医療は、一般税収を主な財源としており、登録された総合診療医への受診は自己負担なし。
- スウェーデンの医療は、一般税収を主な財源としており、地方によって異なるが、18歳以下は自己負担なし（一部の県では減額）となる[2]。妊婦については、プライマリケアおよび健康診断が自己負担なし[2]。

### 北アメリカ
- カナダの医療では、医師受診および入院は公費負担となり、政府は直接医療を提供せず民間医療機関が担っている。

### オセアニア
- オーストラリアの医療は所得課税（2%ほど）を原資としており、医師受診は一部補助、入院は全額が公費負担となる。

## 日本の制度
| 公費負担医療給付                      | 公費負担医療給付                  | 公費負担医療給付   | 3兆1222億円（007.3%）  |
| 後期高齢者医療給付                    | 後期高齢者医療給付                | 後期高齢者医療給付 | 15兆2868億円（035.3%） |
| 医療保険等給付 19兆3653億円 （45.1%） | 被用者保険 10兆2934億円 （24.0%） | 協会けんぽ         | 5兆7040億円（013.3%）  |
| 医療保険等給付 19兆3653億円 （45.1%） | 被用者保険 10兆2934億円 （24.0%） | 健康保険組合       | 3兆5259億円（008.2%）  |
| 医療保険等給付 19兆3653億円 （45.1%） | 被用者保険 10兆2934億円 （24.0%） | 船員保険           | 184億円（000.0%）      |
| 医療保険等給付 19兆3653億円 （45.1%） | 被用者保険 10兆2934億円 （24.0%） | 共済組合           | 1兆0450億円（002.4%）  |
| 医療保険等給付 19兆3653億円 （45.1%） | 国民健康保険                      | 国民健康保険       | 8兆7628億円（020.4%）  |
| 医療保険等給付 19兆3653億円 （45.1%） | その他労災など                    | その他労災など     | 3091億円（000.7%）     |
| 患者等負担                            | 患者等負担                        | 患者等負担         | 5兆1922億円（012.2%）  |
| 総額                                  | 総額                              | 総額               | 42兆9665億円（100.0%） |

日本の医療における公費負担医療は、全額公費負担のものもある一方、医療保険制度が優先でその自己負担分のみに対して公費負担が適用されるものもあるなど、とても複雑なものとなっている。また、公費の国と地方自治体の負担割合も制度ごとに異なっている。
さらに、乳幼児医療制度などに代表される、市町村独自の公費負担制度は、実施の有無・名称・対象者・年齢・認定基準・窓口負担方法・負担金などの細部が、自治体により異なっている。

### 種類

#### 国の法律に基づく公費負担制度
| 法別番号 | 制度                          | 負担割合        | 根拠法                                           |
| -------- | ----------------------------- | --------------- | ------------------------------------------------ |
| 10       | 結核医療                      | 0.5割           | 感染症法第37条の2                                |
| 11       | 結核入院医療                  | 原則全額公費    | 感染症法第37条                                   |
| 12       | 医療扶助                      | 全額公費        | 生活保護法第15条                                 |
| 13       | 戦傷病者療養給付              | 全額公費        | 戦傷病者特別援護法                               |
| 14       | 戦傷病者更生医療              | 全額公費        | 戦傷病者特別援護法                               |
| 15       | 自立支援医療 （更生医療）     | 1割（上限あり） | 障害者総合支援法第5条                            |
| 16       | 自立支援医療 （育成医療）     | 1割（上限あり） | 障害者総合支援法第5条                            |
| 17       | 療育医療                      | 原則全額公費    | 児童福祉法第二章第一節                           |
| 18       | 原爆認定医療                  | 全額公費        | 原爆被爆者援護法                                 |
| 19       | 原爆一般医療                  | 全額公費        | 原爆被爆者援護法                                 |
| 20       | 措置入院                      | 原則全額公費    | 精神保健及び精神障害者福祉に関する法律           |
| 21       | 自立支援医療（精神通院医療）  | 1割（上限あり） | 障害者総合支援法第5条                            |
| 22       | 麻薬入院措置                  | 原則全額公費    | 麻薬及び向精神薬取締法第58条の8                  |
| 23       | 養育医療                      | 原則全額公費    | 母子保健法第20条                                 |
| 24       | 自立支援医療 （療養介護医療） | 1割（上限あり） | 障害者総合支援法                                 |
| 25       | 中国残留邦人                  | 全額公費        | 中国残留邦人等自立支援法                         |
| 28       | 一類・二類・指定感染症        | 医療保険優先    | 感染症法                                         |
| 29       | 新感染症                      | 原則全額公費    | 感染症法                                         |
| 30       | 心神喪失                      | 全額公費        | 心神喪失者医療観察法                             |
| 38       | 肝炎治療特別促進事業          |                 |                                                  |
| 51       | 特定疾患など                  | 1割（上限あり） | 昭和48年4月17日付け衛発第242号公衆衛生局長通知等 |
| 52       | 小児慢性特定疾病              | 2割（上限あり） | 児童福祉法第21条の5                              |
| 53       | 児童福祉施設措置医療          |                 |                                                  |
| 54       | 難病                          | 2割（上限あり） | 難病の患者に対する医療等に関する法律             |
| 66       | 石綿健康被害救済制度          | 全額公費        | 石綿による健康被害の救済に関する法律             |
| 79       | 障害児施設医療                |                 | 障害者総合支援法                                 |

このほか、公害医療、支払い能力と身寄りのない行旅人（行旅病人及行旅死亡人取扱法）、刑事収容施設被収容者（刑事収容施設法）、予防接種事故（予防接種法）などがある。

#### 地方自治体の条例に基づく公費負担制度
- 乳幼児医療費助成制度
- ひとり親家庭医療費助成
- 障害者医療費助成
- 小中学生医療費助成

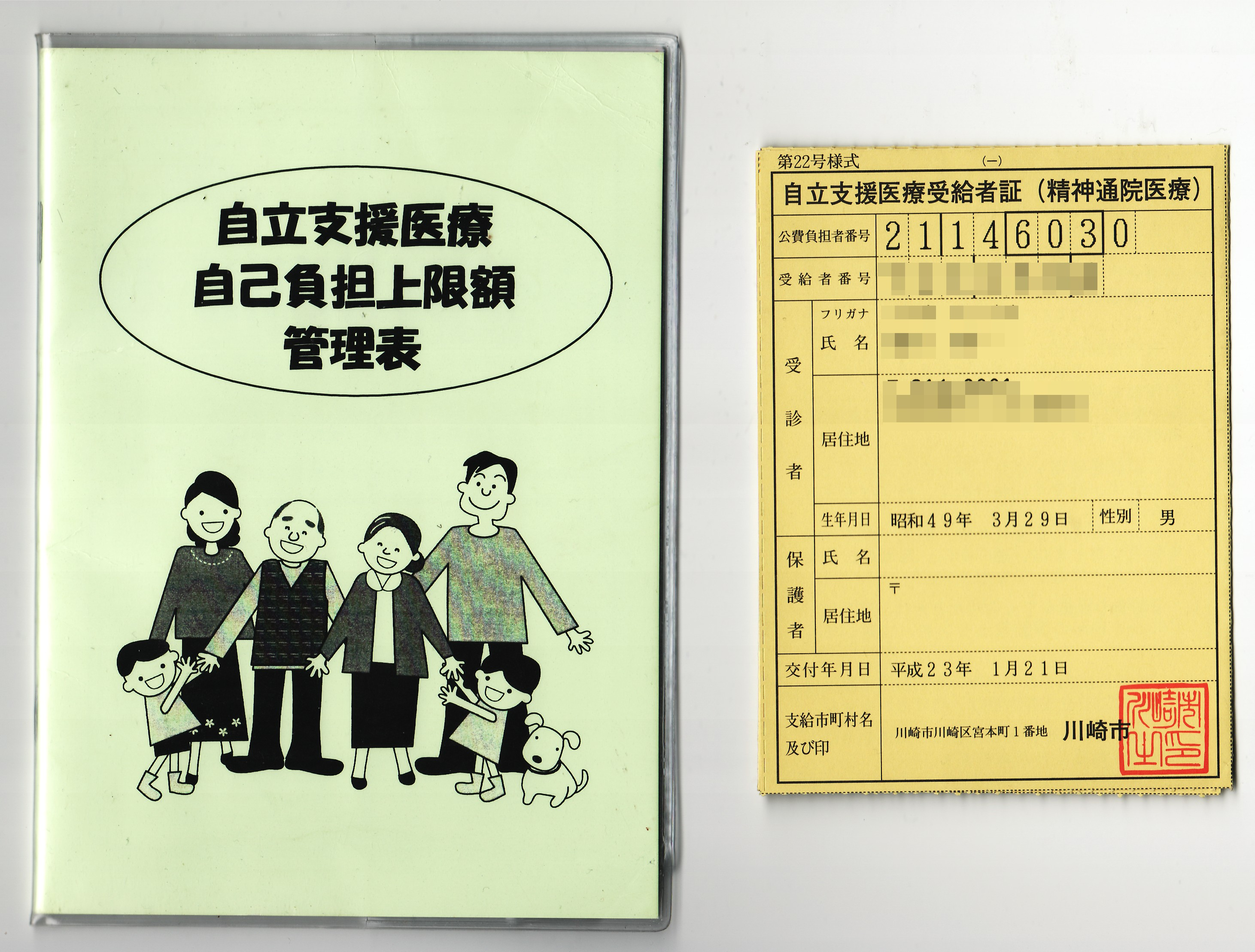
障害者自立支援法に基づく自立支援医療の受給者証と自己負担上限額管理表の例（神奈川県川崎市）

上記は、いずれも各自治体の条例に基づく制度であるため、名称や負担の内容等は各自治体により異なっている。

### 廃止された公費負担制度
- 通院医療費公費負担制度（精神保健福祉法）